# Яремич, Фабиан Матвеевич
Фабиа́н Матве́евич Яре́мич (бел. Фабіян Мацвеевіч Ярэміч; пол. Fabian Jeremicz; 18 января 1891, Дулевцы — 29 июня 1958, Вильнюс) — белорусский общественно-политический деятель, коллаборационист в годы ВОВ, посол Польского Сейма в 1922—1935 годах от Блока национальных меньшинств.

## Биография
Уроженец деревни Дулевцы (ныне Волковысский район, Гродненская область, Республика Беларусь). Католик, выходец из крестьянской семьи. Окончил Петербургскую электротехническую школу, работал техником в Вильно. В 1912 году арестован за то, что проводил агитацию среди телеграфистов в поддержку социал-демократов. Был старшиной Белорусского национального комитета в Вильно. В январе 1917 года участвовал в Первом всебелорусском съезде, член Президиума Белорусского совета Виленщины и Гродненщины. Член Рады БНР в 1918 году, в 1919—1922 годах работал начальником телефонной станции в Вильно.
В годы Гражданской войны Яремич служил в Белостокском полку с апреля 1919 по 17 июля 1920 года, участвуя в боях против польских частей. Согласно польским источникам, Яремич участвовал в советско-польской войне в составе Белорусского стрелкового полка и в 1930-е годы получил участок в Восточной Польше, войдя в Объединение осадников. Белорусские историки это отрицают.
В 1922—1935 годах Яремич был депутатом Сейма Польши (I, II и III созывов) от Блока национальных меньшинств (в 1922 году избирался от Белорусского центрального избирательного комитета). Как позже отмечал депутат от УНДО Иван Кедрин, Яремич выступал с территориальными претензиями к украинцам, убеждая, что белорусская этническая территория якобы достигает аж Тернополя.
Старшина Белорусского делового клуба в 1925—1930 годах после ухода Бронислава Тарашкевича. Деятель Общества белорусской школы, в 1925 году основал Белорусский крестьянский союз, в 1926 году — Белорусский институт хозяйства и культуры. В 1925—1930 годах был редактором газеты «Сялянская Ніва». Выступал за выход белорусских земель из состава Польши, за что в 1928 году был арестован на некоторое время по обвинению в антипольской деятельности. В 1926 году в составе польской делегации вместе с Петром Метлой посетил БССР.
После начала Второй мировой войны Яремич бежал во Францию. В 1941 году немецкими оккупационными властями приглашён в состав оккупационной администрации, работал в органах в Минске и Борисове, до 1944 года был бургомистром Борисова. В 1944 году участвовал во Втором Всебелорусском конгрессе и был приглашён в Президиум. В 1945 году арестован НКВД и осуждён за сотрудничество с немецко-фашистскими захватчиками и оккупационными властями на 25 лет исправительно-трудовых лагерей. В 1956 году освобождён по амнистии.
Последние годы жизни Яремич провёл в Вильнюсе. Скончался после продолжительной болезни в доме в Калении под Вильнюсом (ныне Павильнюс) от кровоизлияния в мозг, вызванного тяжёлым трудом в огороде. Похоронен на Павиленском кладбище. Литовские власти снесли прежний памятник и установили новый с написанием фамилии «Еремич».